# Pierre Womé
Pierre Womé (Douala, 26 maart 1979) is een Kameroense profvoetballer die als verdediger speelt.
De verdediger won in 2000 de gouden medaille op de Olympische Spelen van Sydney en in 2002 met zijn land de Afrika Cup. Hij begon zijn carrière in het seizoen 1993/1994 bij FC Fogape in zijn geboorteland. Na een goed seizoen aldaar werd hij aangetrokken door een van de toonaangevende Kameroense clubs Canon Yaoundé. Nadat hij ook hier het naar behoren deed en zelfs het nationale team bereikte werd hij gecontacteerd door Vicenza Calcio. Hier kwam hij echter slechts driemaal voor in het veld. Hij besloot het wat lager op te zoeken en kwam terecht in de Serie B bij SSD Sporting Lucchese. Na een goed seizoen in Lucca vond hij het toch weer tijd om het opnieuw te proberen in de Serie A en zodoende kwam hij terecht bij AS Roma. Tot een vaste basisplaats kwam het echter niet en ook in de drie seizoenen daarna toen hij bij Bologna FC 1909 speelde kwam hij nauwelijks aan spelen toe. Toch wist hij zijn positie in de nationale ploeg van Kameroen te behouden en was hij daar nog altijd een van de toonaangevende spelers.
Womé vertrok naar Engeland en kwam terecht bij Fulham FC, waar hem echter hetzelfde lot wachtte als in Italië. Regelmatig bankzitter en slechts af en toe invallen of vanaf het begin aan een wedstrijd meedoen. Een seizoen later probeerde hij het bij RCD Espanyol in Spanje en hier had hij dan eindelijk zijn felbegeerde basisplaats te pakken. Nu kon hij echter niet al te goed overweg met het leven in Spanje en keerde hij toch terug naar de Serie A. Bij Brescia Calcio ging het hem redelijk af, maar toch kwam hij niet verder dan 16 wedstrijden voor de club, alvorens hij werd gecontracteerd door Internazionale. Hier zat hij gedurende het seizoen 2005/2006 echter ook veelvuldig op de bank.
Tijdens de kwalificatie voor het Wereldkampioenschap voetbal 2006 miste Womé de beslissende strafschop tegen Egypte in de blessuretijd van de laatste wedstrijd. Hierdoor kwalificeerde niet Kameroen maar Ivoorkust zich voor het WK. De misser had tot gevolg dat Womé daarna gemeden werd in de nationale ploeg. Voor het toernooi om de Afrikaans kampioenschap voetbal 2006 werd hij niet geselecteerd, ook in de vriendschappelijke duels daarna, werd hij niet opgeroepen.

## Clubstatistieken
| seizoen | club                  | land      | competitie              | duels | goals |
| ------- | --------------------- | --------- | ----------------------- | ----- | ----- |
| 1993/94 | FC Fogape             | Kameroen  | Première Division       | 30    | 6     |
| 1994/95 | Canon Yaoundé         | Kameroen  | Première Division       | 30    | 8     |
| 1995/96 | Canon Yaoundé         | Kameroen  | Première Division       | 21    | 5     |
| 1996/97 | Vicenza Calcio        | Italië    | Serie A                 | 3     | 0     |
| 1997/98 | SSD Sporting Lucchese | Italië    | Serie B                 | 24    | 2     |
| 1998/99 | AS Roma               | Italië    | Serie A                 | 8     | 0     |
| 1999/00 | Bologna FC 1909       | Italië    | Serie A                 | 15    | 1     |
| 2000/01 | Bologna FC 1909       | Italië    | Serie A                 | 19    | 1     |
| 2001/02 | Bologna FC 1909       | Italië    | Serie A                 | 13    | 1     |
| 2002/03 | Fulham FC             | Engeland  | Premier League          | 14    | 1     |
| 2003/04 | RCD Espanyol          | Spanje    | Primera División        | 26    | 1     |
| 2004/05 | Brescia Calcio        | Italië    | Serie A                 | 16    | 3     |
| 2005/06 | Internazionale        | Italië    | Serie A                 | 4     | 0     |
| 2006/07 | Werder Bremen         | Duitsland | Bundesliga              | 28    | 2     |
| 2007/08 | Werder Bremen         | Duitsland | Bundesliga              | 0     | 0     |
| 2008/09 | 1. FC Köln            | Duitsland | Bundesliga              | 18    | 0     |
| 2009/10 | 1. FC Köln            | Duitsland | Bundesliga              | 12    | 0     |
| 2010/12 | Sapins FC             | Gabon     | Championnat National D1 | 17    | 0     |
| 2012/14 | Canon Yaoundé         | Kameroen  | Première Division       | 25    | 5     |
| 2014    | UMS de Loum           | Kameroen  | Première Division       |       |       |
| 2014/15 | FC Chambly            | Frankrijk | Championnat National    | 21    | 0     |

## Erelijst
Vicenza
- Coppa Italia

1997
 Internazionale
- Serie A

2006